# Municipio de Platte (condado de Union)
El municipio de Platte (en inglés: Platte Township) es un municipio ubicado en el condado de Union en el estado estadounidense de Iowa. En el año 2010 tenía una población de 254 habitantes y una densidad poblacional de 2,78 personas por km².

## Geografía
El municipio de Platte se encuentra ubicado en las coordenadas 40°56′22″N 94°25′19″O / 40.93944, -94.42194. Según la Oficina del Censo de los Estados Unidos, el municipio tiene una superficie total de 91.28 km², de la cual 90,85 km² corresponden a tierra firme y (0,47 %) 0,43 km² es agua.

## Demografía
Según el censo de 2010, había 254 personas residiendo en el municipio de Platte. La densidad de población era de 2,78 hab./km². De los 254 habitantes, el municipio de Platte estaba compuesto por el 99,21 % blancos, el 0,39 % eran amerindios y el 0,39 % eran de una mezcla de razas. Del total de la población el 0 % eran hispanos o latinos de cualquier raza.